# Битва при Сернесі
Битва при Сернесі (порт. Batalha de Cerneja) — бій, що відбувся 1137 року біля Сернехи (Сернеси) в Галісії, між португальськими і галісійсько-леонськими військами. Складова португальсько-леонської війни. Згадується у «Хроніці Альфонсо Імператора». Нападниками керував португальський граф Афонсу I, майбутній король Португалії. Йому протистояли графи Родріго Велас, володар східної Галісії, й Фернандо Перес де Траба, володар західної Галісії. У битві португальці розбили ворогів і обернули їх на втечу. Під час січі до полону ледь не потрапив граф Родріго. Незважаючи на перемогу Афонсу був змушений покинути Галісію через наступ мусульман на півдні. Згодом він уклав невигідний для себе Туйський мир із леонським королем Альфонсо VII.